# 孫奉伯
孫奉伯（?—?），東莞郡（今山東莒縣）人。
泰始三年（467年）奉詔與前將軍巢尚之等編次二王法書。泰始六年（470年）拜皇太子妃，州郡皆獻物，多者將直百金，孫奉伯只獻琴書，宋明帝大怒，賜死，不久又原諒他。泰始七年（471年），明帝派遣孫奉伯前往淮陰監元會。
泰始三年（467年）奉伯與蕭道成同寢，夢蕭道成乘龍升天，奉伯於下捉龍腳不得。夢醒後告訴太祖說：“兗州（指蕭道成）當大庇生民，弟不見也。”（你將來一定不同凡品，我恐怕等不及了）不久果然去世。